# Redundância funcional
Em ecologia, redundância funcional é uma característica das comunidades biológicas que descreve o quão sobrepostas são as espécies quanto ao seu desempenho no funcionamento do ecossistema . Este conceito foi introduzido no âmago da discussão sobre a relação da diversidade com a estabilidade das comunidades biológicas.
Numa comunidade biológica, formada pelas espécies que interagem no e com o ambiente em um dado local, o número de espécies é uma forma de descrever sua diversidade e complexidade, muitas vezes denominada de riqueza de espécies ou simplesmente riqueza. Uma discussão que ainda persiste entre os ecólogos é de se comunidades com mais espécies são mais estáveis ou mais instáveis que comunidades com menos espécies. Uma questão importante seria qual a importância da diversidade. Ou ainda, qual a implicação do grande número de extinções que ocorrem nos ecossistemas e comunidades devido a mudanças climáticas e impactos causados pela humanidade. Nesta perspectiva, algumas espécies podem desempenhar papeis equivalentes num ecossistema (funcionalmente redundântes) e podem tornar-se localmente extintas sem causar perdas substânciais no funcionamento do ecossistema (Walker 1992, Lawton & Brown 1993). Entretanto modelos adaptados de Lotka-Volterra mostram incompatibilidade da redundância funcional com a coexistência das espécies (Loreau 2004).

## Bibliografía
1. LOREAU, M. 2004. Does functional redundancy exist? Oikos 104 (3) 606-611.
2. LAWTON J.H, BROWN V.K (1993) Redundancy in ecosystems. In: SCHELZE E.D, MOONEY H.A (eds) Biodiversity and ecosystem function. Springer, Berlin Heidelerg New York, pp 255-270.
3. WALKER H.W. (1992) Biodiversity and Ecological Redundancy. Conservation Biology 6:18-23.